# Hagen (Mosela)
Hagen é uma comuna francesa na região administrativa de Grande Leste, no departamento de Mosela. Estende-se por uma área de 3,51 km². Em 2010 a comuna tinha 364 habitantes (densidade: 103,7 hab./km²).